# 15.º distrito local de Baja California
El 15.º distrito electoral local de Baja California es uno de los 17 distritos electorales en los que se encuentra dividido el territorio del estado de Baja California. Actualmente, su cabecera es Playas de Rosarito.
Desde el proceso de redistritación de 2015, el distrito será el norte del municipio de Ensenada, exceptuando el Valle de Guadalupe, y cubrirá totalmente el municipio de Playas de Rosarito, donde estará su cabecera distrital.

## Distritaciones anteriores

### Distritación 1986
En 1986, se crea el 15.º distrito local para las elecciones de ese año. El distrito correspondía al municipio de Ensenada.

## Diputados electos
| Cabecera distrital | Legislatura | Diputado                        | Partido |
| ------------------ | ----------- | ------------------------------- | ------- |
| Ensenada           | XII         | Francisco Sesma Vázquez         |         |
| Ensenada           | XIII        | Rogelio Appel Chacón            |         |
| Ensenada           | XIV         | Luis Mercado Solís              |         |
| Ensenada           | XV          | Rogelio Appel Chacón            |         |
| Ensenada           | XVI         | Sergio Javier Loperena Núñez    |         |
| Ensenada           | XVII        | Leopoldo Morán Díaz             |         |
| Ensenada           | XVIII       | Antonio Rodríguez Hernández     |         |
| Ensenada           | XIX         | Miguel Ángel Castillo Escalante |         |
| Ensenada           | XX          | Alfonso Garzón Zatararin        |         |
| Ensenada           | XXI         | Marco Antonio Novelo Osuna      |         |
| Ensenada           | XXII        | Alejandro Arregui Ibarra        |         |
| Rosarito           | XXIII       | Rosina del Villar Casas         |         |
| Rosarito           | XXIV        | María del Socorro Adame Muñoz   |         |
| Rosarito           | XXV         | Danny Fidel Mogollón Pérez      |         |